# 汚れた真実
『汚れた真実』（Dirty Money）は、企業犯罪を扱ったアメリカ合衆国のドキュメンタリー・テレビシリーズである。2018年1月26日にNetflixで全6話が配信された。製作総指揮としてアカデミー長編ドキュメンタリー映画賞の受賞経験があるアレックス・ギブニーが参加している。ギブニーはTwitterで第2シーズンの予定があることを明かしている。

## エピソード
| 通算 話数                                                  | タイトル                                           | 監督                         | 公開日        |
| ---------------------------------------------------------- | -------------------------------------------------- | ---------------------------- | ------------- |
| 1                                                          | "排ガス不正" "Hard NOx"                            | アレックス・ギブニー         | 2018年1月26日 |
| 内容: フォルクスワーゲン排出ガス規制不正問題.              |                                                    |                              |               |
| 2                                                          | "ペイデイローン" "Payday"                          | ジェシー・モス               | 2018年1月26日 |
| 内容: スコット・タッカーとアメリカのペイデイローン         |                                                    |                              |               |
| 3                                                          | "製薬会社の疑惑" "Drug Short"                      | エリン・リー・カー           | 2018年1月26日 |
| 内容: バリアント・ファーマシューティカルズ.                |                                                    |                              |               |
| 4                                                          | "カルテルと銀行の癒着" "Cartel Bank"               | クリスティ・ジェーコブソン   | 2018年1月26日 |
| 内容: HSBCによるシナロア・カルテルのマネーロンダリング関与 |                                                    |                              |               |
| 5                                                          | "メープルシロップ盗難事件" "The Maple Syrup Heist" | ブライアン・マクギン         | 2018年1月26日 |
| 内容: ケベック・メープルシロップ生産者連盟                 |                                                    |                              |               |
| 6                                                          | "ペテン師" "The Confidence Man"                    | フィッシャー・スティーヴンス | 2018年1月26日 |
| 内容: ドナルド・トランプ                                   |                                                    |                              |               |

## 評価
Rotten Tomatoesでは12件のレビューで支持率は100%となっている。またMetacriticでは6件のレビューに基づいて加重平均値は80/100となっている。